# Pinel-Hauterive
Pinel-Hauterive település Franciaországban, Lot-et-Garonne megyében. Lakosainak száma 572 fő (2022. január 1.). Pinel-Hauterive Beaugas, Casseneuil, Monbahus, Monclar, Montastruc, Saint-Étienne-de-Fougères, Sainte-Livrade-sur-Lot és Saint-Pastour községekkel határos.

## Népesség
A település népességének változása:
| Lakosok száma | 205  | 395  | 461  | 509  | 542  | 565  | 572  | 564  | 570  | 572  |
|               | 1968 | 1982 | 1990 | 2006 | 2013 | 2015 | 2017 | 2019 | 2020 | 2022 |